# 北美毛皮海狮
北美毛皮海狮（学名：Arctocephalus townsendi），又稱北美毛皮海豹或瓜達盧佩毛皮海獅，主要分布于墨西哥瓜达卢佩岛（Isla Guadalupe），是毛皮海獅屬中唯一分布在北半球的物種。19世纪末因过分捕猎，只剩下几十头，到1990年代恢复到一万头左右。

## 生态
雄海狮比雌海狮大很多。雌雄都是深棕色或灰黑色，颈部毛则为黄色或浅褐色。据研究者观察，繁殖年龄的雄性会常年回到同一地方交配，在陆地逗留35-122天。幼狮出生于六月中到七月底，其中六月较多。幼狮出身时与成年者同色。

## 分布
现在繁殖区为瓜达卢佩岛，位于墨西哥下加利福尼亞州海岸西北200公里。个别海狮也开始在美国加州西部岛屿上出没。有两头雄狮已在聖尼古拉島定居。